# Point Pleasant (Île-du-Prince-Édouard)
Pour les articles homonymes, voir Point Pleasant.
Point Pleasant est une communauté dans le comté de Kings sur l'Île-du-Prince-Édouard, au Canada, au nord-est de Murray River.